# Modenas

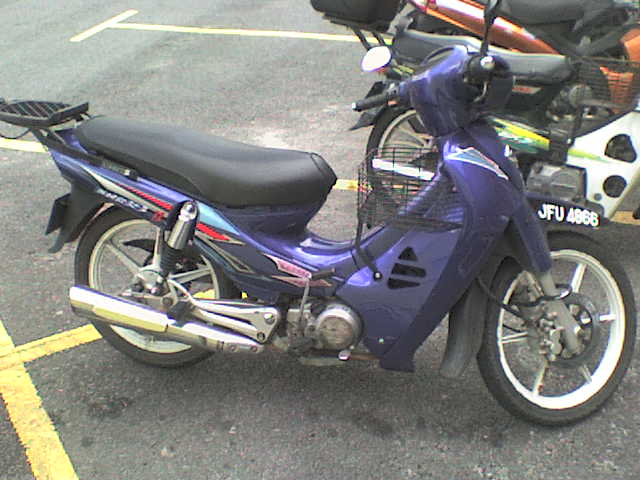
Un Modenas Kriss

La Modenas, acronimo di Motosikal Dan Enjin Nasional Sdn è una casa motociclistica malaysiana nata nel 1995. Frutto di un investimento governativo consistente, nonché di una compartecipazione della Kawasaki Racing con cui ha anche un contratto di collaborazione tecnica, si è specializzata nella produzione di motociclette di media cilindrata e di scooter.
L'azienda risulta aver prodotto il suo milionesimo esemplare di due ruote nel giugno 2007.

## Modelli prodotti
- Ceria 100
- Dinamik
- Elegan
- Elit 125
- Elit 150
- Elit Sports
- Jaguh
- Karisma 125
- Kriss Ii
- Kriss 100
- Kriss 100 E
- Kriss 110 Se
- Kriss 120
- Kriss 120 Sports
- Kriss I
- Kristar (Freno a disco)
- Kristar (Freno a tamburo)
- Passion 125
- X-Cite 130

## Attività sportiva
Il suo nome ha cominciato ad essere conosciuto internazionalmente anche grazie al fatto di aver appoggiato finanziariamente il Team KR dall'ex campione mondiale Kenny Roberts per un nuovo modello di motocicletta dotata di un motore a due tempi tricilindrico destinato alle competizioni del motomondiale - classe 500 negli anni dal 1997 al 2000; tale realizzazione veniva portata in gara appunto sotto il nome di Modenas KR3.